# Шышки
«Шышки» — второй студийный альбом группы «Дабац», выпущенный в 2004 году на лейбле «ЛевПравЗвук». Первый альбом группы, выпущенный на этом лейбле, созданном самой группой в лице РасКарандаша и Панды. В отличие от предыдущего альбома, по большей части сыгран вживую.
На песню «Каждый день» был снят видеоклип, попавший в ротацию музыкальных телеканалов MTV и A-One и включённый в издание альбома в качестве бонуса.

## Критика
Дмитрий Вебер в журнале RS Russia называет альбом самым необычным и ярким среди многочисленных релизов лейбла «Лев Прав Звук» того времени. В музыке используются народные мотивы («Кузнецы»); сыгранный вживую фанк («Танцпол»), регги и раггамафин. Отдельно им отмечаются вокальные приёмы вокалистов, сравнимые с читкой типичных представителей мировой регги-сцены.
Темой песни «Партизан» является война; по словам участников коллектива, она была создана «в разгар чеченской заварушки».

Карандаш рычит, Панда играет «мускулатурой рифм», а Сметана мягко поддерживает обоих. Мастерство не прокуришь, и все вышеописанное сделано с любовью к делу и, что немаловажно, с серьёзным подходом. При этом соблюдено хорошее сочетание философского посыла и танцевальной составляющей.
В довольно узких рамках субкультуры Da Budz удалось разместить почти корневой регги «Коряга», веселушный «Танцпол», гитарно-нравоучительный «Мат», и словно специально для слэма записанный трек «Семена». Каждая песня закончена, обточена, занимает своё место, как патрон в обойме. Интересное обращение к фолк-корням не превратилось в хип-хоп «Иван Купалу», а придало патриотический колорит. Есть и хит, самый настоящий, по-хорошему попсовый, своеобразная выставка достижений студии ЛевПрав, образчик на тему «Как написать красивую песню, за которую не стыдно». Но, получив хороший звук и правильный подход к написанию именно песен, Da Budz не вытащили фиги из кармана, а это не может не радовать обладателей надкушенных пресловутым Вавилоном душ.— Руслан Муннибаев. «ДаБац - Шышки»

## Список композиций
| №                   | Название            | Длительность |
| ------------------- | ------------------- | ------------ |
| 1.                  | «Громкость»         | 3:26         |
| 2.                  | «1 Шаг»             | 3:26         |
| 3.                  | «Есть Чё II»        | 3:59         |
| 4.                  | «Коряга»            | 4:01         |
| 5.                  | «Партизан»          | 3:32         |
| 6.                  | «Каждый День»       | 4:23         |
| 7.                  | «Реэволюция»        | 5:24         |
| 8.                  | «Кузнецы»           | 3:32         |
| 9.                  | «Танцпол»           | 4:41         |
| 10.                 | «Мат»               | 4:59         |
| 11.                 | «Всё Связано»       | 6:01         |
| 12.                 | «Шифр II»           | 5:13         |
| 13.                 | «Семена»            | 4:16         |
| Общая длительность: | Общая длительность: | 56:59        |

## Состав участников
- Панда — рэп
- РасКарандаш — тоастинг, рэп